# Ilindenți
Ilindenți (în bulgară Илинденци) este un sat în Obștina Strumeani, Regiunea Blagoevgrad, Bulgaria.

## Demografie
Componența etnică a satului Ilindenți
     Romi (2,22%)
     Bulgari (74,27%)
     Nicio identificare (23,49%)
     Altele (0%)
La recensământul din 2011, populația satului Ilindenți era de 898 locuitori. Din punct de vedere etnic, majoritatea locuitorilor (74,27%) erau bulgari, cu o minoritate de romi (2,22%). Pentru 23,49% din locuitori nu este cunoscută apartenența etnică.